# Tritneptis hemerocampae
Tritneptis hemerocampae är en stekelart som beskrevs av Girault 1908. Tritneptis hemerocampae ingår i släktet Tritneptis och familjen puppglanssteklar. Inga underarter finns listade i Catalogue of Life.